# Otto Schalk
Otto Schalk (* 15. April 1902 in Augsburg; † 1981) war ein deutscher Widerstandskämpfer. Er kämpfte im Dritten Reich mit anderen Kämpfern wie z. B. Bebo Wager gegen das NS-Regime und gegen Adolf Hitler.

## Rolle im Widerstand
Otto Schalk, Sohn eines Schäfers aus dem Bezirk Aichach, war nach abgebrochener Brauerlehre als Hilfsarbeiter und Fahrer in verschiedenen Betrieben tätig. 1928 wurde er KPD- und RFB-Mitglied.  1932 und 1933 wurde er zu mehrmonatigen Freiheitsstrafen wegen „Aufwiegelei von Soldaten“ und unerlaubtem Waffenbesitz verurteilt. Anfang der 1930er Jahre spielte Schalk eine entscheidende Rolle im kommunistischen Untergrund der Stadt Augsburg. Im Mai 1934 wurde er verhaftet und beschuldigt, mit Hilfe aus München und der Schweiz, den Neuaufbau des KPD-Unterbezirks Augsburg versucht zu haben. Bis 1936 wurde er deshalb im  Konzentrationslager Dachau inhaftiert. Schalk überlebte diese Haft und kam zurück nach Augsburg. Er lebte dort im Stadtteil Augsburg-Oberhausen und schloss sich der MAN-Gruppe der „Augsburger Revolutionären Sozialisten“ um Wager an, für die er weitere ehemalige Genossen der KPD rekrutierte. Nach der Enttarnung der Widerstandsgruppe wurde er am 15. oder 16. April 1942 verhaftet und im September 1943 vom Oberlandesgericht München zu einer Zuchthausstrafe von 2 Jahren und 6 Monaten verurteilt.

## Ehrungen nach dem Krieg
Eine Ehrung seiner Person erfolgte durch die Stadt Augsburg durch Benennung einer Straße, die seitdem seinen Namen trägt, auf dem Gelände der ehemaligen Sheridan-Kaserne, dem Sheridan-Areal.